# Flabiol

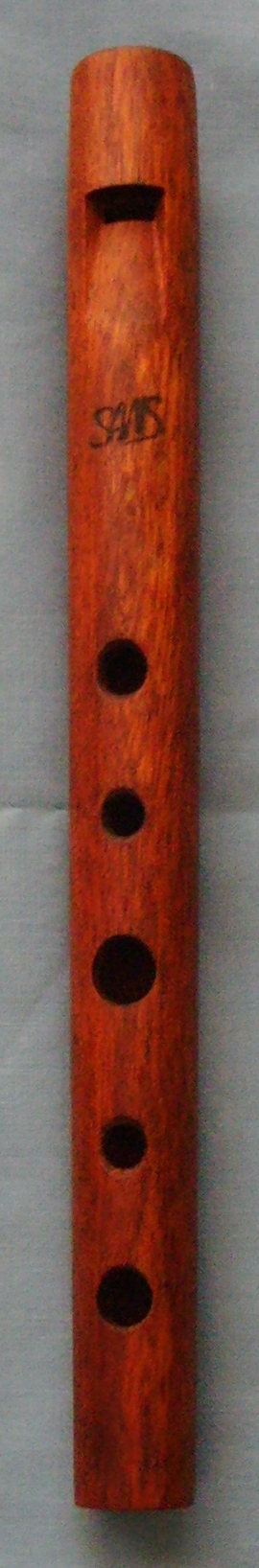
Grafico della posizione delle dita per l'emissione delle note

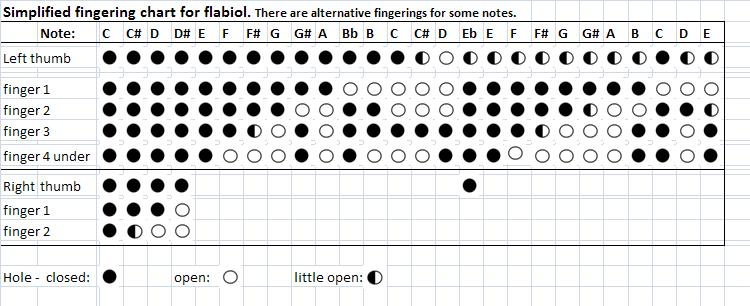
Fingering chart

Il flabiol (pronuncia catalana: [fɫəβiˈɔɫ]) è uno strumento musicale a fiato della famiglia dei flauti dritti. È uno dei 12 strumenti della cobla, un ensemble di musica tradizionale catalana.
Lo strumento è lungo circa 25 centimetri e ha cinque o sei buchi frontalmente e tre sul retro.